# Guillermo Faría
Guillermo David Faría (nacido en Fray Luis Beltrán el 10 de septiembre de 1982) es un futbolista argentino. Se formó en las inferiores de Rosario Central y juega como marcador de punta o mediocampista por las bandas.

## Carrera
Luego de quedar libre de Rosario Central, recaló en Argentino de Rosario, donde tuvo su debut profesional. Logró el título de la Primera C 2003-04 y el consiguiente ascenso a Primera B, tercera categoría del fútbol argentino. En 2004 pasó a Deportivo Armenio, y luego de dos temporadas en ese club jugó en Los Andes; en 2007 fichó por FC Pyunik Ereván de Armenia, aprovechando los contactos entre Deportivo Armenio y el fútbol de aquel país; integró el plantel campeón de la Liga Premier de Armenia 2007. Retornó a Argentina para jugar nuevamente en Armenio en 2008. En 2009 pasó a Asociación Deportiva Everton Olimpia de Cañada de Gómez, donde jugó hasta 2014, coronándose campeón de la Liga Cañadense de Fútbol en cuatro ocasiones.

## Clubes
| Club                       | País      | Año       |
| -------------------------- | --------- | --------- |
| Rosario Central(juveniles) | Argentina | 1998-2003 |
| Argentino (Rosario)        | Argentina | 2003-2004 |
| Deportivo Armenio          | Argentina | 2004-2006 |
| Los Andes                  | Argentina | 2007      |
| FC Pyunik Ereván           | Armenia   | 2007      |
| Deportivo Armenio          | Argentina | 2008      |
| ADEO                       | Argentina | 2009-2014 |

## Palmarés

### Títulos nacionales
| Equipo               | País      | Título                  | Año     |
| -------------------- | --------- | ----------------------- | ------- |
| Argentino de Rosario | Argentina | Primera C               | 2003-04 |
| FC Pyunik Ereván     | Armenia   | Liga Premier de Armenia | 2007    |

### Títulos regionales
| Equipo | Liga      | País      | Título   | Año  |
| ------ | --------- | --------- | -------- | ---- |
| ADEO   | Cañadense | Argentina | Apertura | 2009 |
| ADEO   | Cañadense | Argentina | Clausura | 2009 |
| ADEO   | Cañadense | Argentina | Apertura | 2010 |
| ADEO   | Cañadense | Argentina | Apertura | 2012 |